# Isola di Gemiler
Gemiler (in turco: Gemiler Adası), detta anche Isola di San Nicola, è un'isola situata al largo della costa della Turchia, vicino alla città di Fethiye. Sull'isola sono situati i resti di numerose chiese costruite tra il IV e il VI secolo d.C., insieme a una varietà di edifici associati. Gli archeologi ritengono che ivi fosse originariamente ubicata la tomba di san Nicola.

## Geografia
Gemiler ha la forma di un triangolo isoscele rovesciato con base di circa 900 m e altezza di circa 300 m. La costa anatolica è situata a nord dell'isola a una distanza di 300 m: la profondità massima del canale fra l'isola e la costa è di 27 m, e questo permette l'ancoraggio di barche di notevoli dimensioni. Il lato nord dell'isola è così completamente ridossato, e — a parte la laguna di Olü Deniz, chiusa alle barche — costituisce il primo riparo sicuro per i naviganti provenienti da Kalkan, dopo aver costeggiato le 30 miglia marine importuose della costa dei sette capi (yedi burunlar).

## Storia
Sull'isola rimangono le rovine di cinque chiese bizantine costruite tra il IV e il VI secolo d.C., insieme a un corridoio coperto processionale di 350 metri. Altri resti dello stesso periodo comprendono una quarantina di altri edifici ecclesiastici e oltre cinquanta tombe cristiane. Una delle chiese è stata tagliata direttamente dalla roccia nel punto più alto dell'isola, e si trova all'estremità occidentale della passerella processionale. È possibile che l'isola sia stata utilizzata da pellegrini cristiani in rotta verso la Terra Santa.
Gli archeologi moderni ritengono che l'isola potrebbe essere la sede della tomba originale di san Nicola. Il nome turco tradizionale dell'isola è Gemiler Adası, che significa "isola delle barche", che potrebbe essere un riferimento al ruolo di san Nicola come patrono dei marinai; l'isola fu anche chiamata isola di San Nicola dai marinai nel periodo medievale. Gli archeologi credono che il Santo sia stato sepolto nella chiesa scavata nella roccia dopo la sua morte nel 326. Le sue reliquie rimasero lì fino al 650, quando l'isola fu abbandonata perché minacciata da una flotta araba. Esse furono poi trasferite nella città di Myra a circa 40 km ad est.

## Turismo
L'isola è attualmente una destinazione popolare per i grandi caicchi turchi (ad esempio da Ölüdeniz), i quali portano assieme a molte piccole imbarcazioni private molti turisti sull'isola, poiché la baia a forma di mezzaluna può essere utilizzata come ancoraggio sicuro. Le rovine bizantine possono essere viste dal mare. Durante l'estate lungo la baia viene aperto per i naviganti un piccolo ristorante improvvisato.